# Seznam fotbalových klubů – mistrů světa
Toto je seznam fotbalových klubů, mistrů světa pro FIFA (De iure).

## Oficiální soutěže
- Interkontinentální pohár (anglicky Intercontinental Cup, do r. 1980 European/South American Cup) byl každoročně konajícím se pohárem, ve kterém se utkal vítěz Evropské Ligy mistrů a vítěz Poháru osvoboditelů, což je jihoamerická obdoba evropské Ligy mistrů nebo kluby reprezentující kontinenty mnohem rozvinutější ve světě fotbalu v těch letech. Tento pohár byl sponzorován společností Toyota a byl tedy označován i jako Toyota Cup.[1] Od roku 1960 do roku 1979 se hrál systémem doma-venku (mimo roku 1973, kdy se hrálo va jeden zápas na nautrální půdě) a v letech 1980 až 2004 se hrál vždy na jeden zápas v Japonsku. Roku 2004 soutěž zanikla[2] a byla nahrazena Mistrovstvím světa ve fotbale klubů. V roce 2017 FIFA oficiálně uznala všechny tituly jako mistry světa klubů se stejným postavením vítězům Světového poháru klubů FIFA nebo oficiální (de jure) mistři světa de jure.[3][4]

- Mistrovství světa ve fotbale klubů je každoročně pořádaná fotbalová soutěž, které se účastní vítězové kontinentálních klubových soutěží všech šesti konfederací FIFA.

Předchůdcem tohoto turnaje je Interkontinentální pohár. Šampion oceánské Ligy mistrů OFC si však musí od roku 2007 v kvalifikaci proti vítězi ligy pořadatelské země účast vybojovat.
První ročník se odehrál v roce 2000. Kvůli finančním problémům se další ročníky odložily. Turnaj byl definitivně obnoven v roce 2005 a od té doby se koná každoročně. Tato trofej stojí za světový titul. Od roku 2025 se bude turnaj konat každé 4 roky.
- Interkontinentální pohár FIFA. Soutěž obsahuje klubové šampiony šesti konfederací FIFA a hraje se jako vyřazovací turnaj s evropským týmem, který dostává do finále rozloučení. Vítězové získávají každoroční titul mistrů světa.[8]

## Statistika

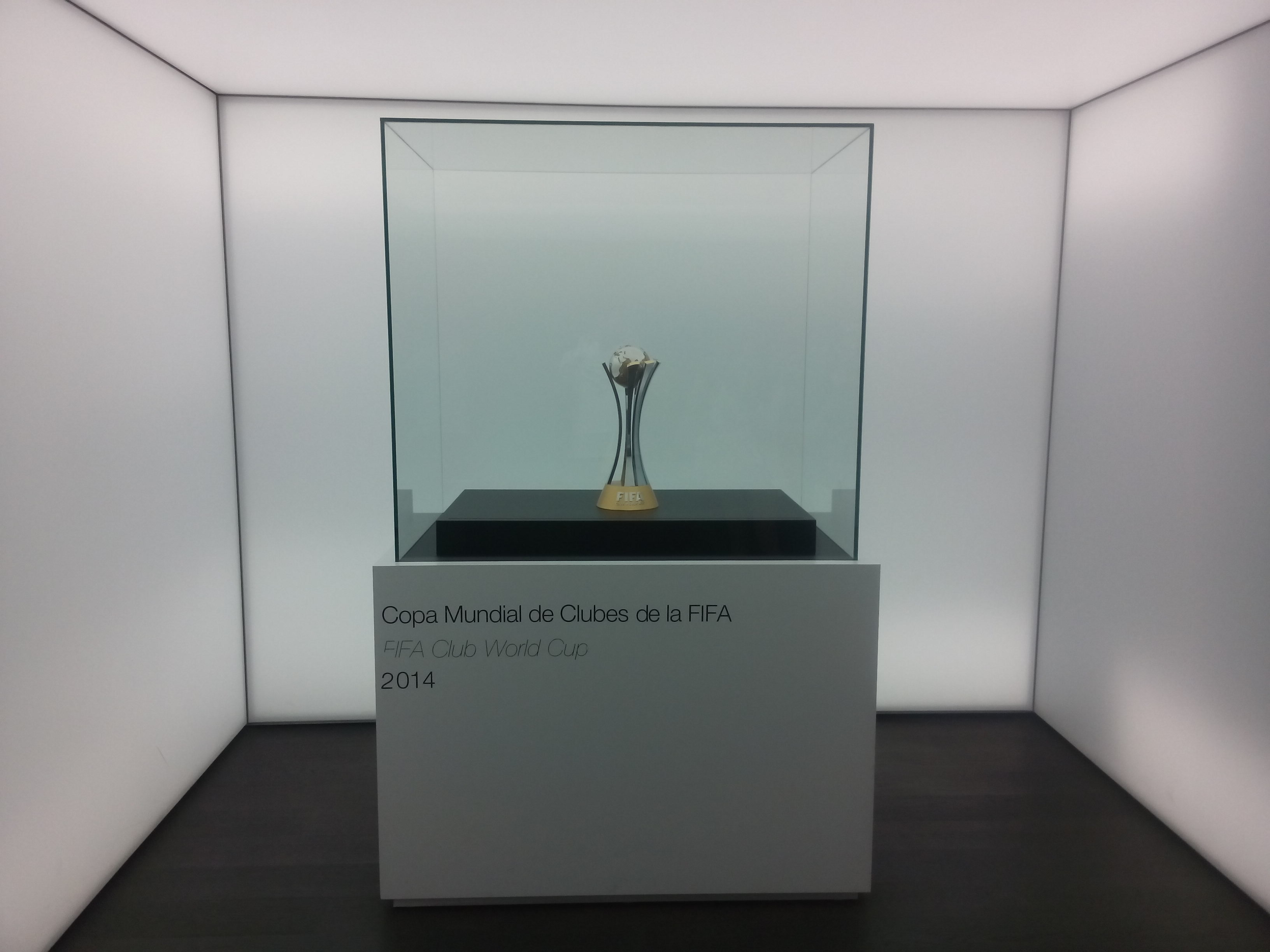
Mistrovství světa ve fotbale klubů.

| Klub                     | Národ       | Trofeje | Interkontinentální pohár | Mistrovství světa ve fotbale klubů | I.P.F.   |
| ------------------------ | ----------- | ------- | ------------------------ | ---------------------------------- | -------- |
| Real Madrid              | Španělsko   | 9       | 3 (1960, 1998, 2002)     | 5 (2014, 2016, 2017, 2018, 2022)   | 1 (2024) |
| AC Milán                 | Itálie      | 4       | 3 (1969, 1989, 1990)     | 1 (2007)                           |          |
| FC Bayern Mnichov        | Německo     | 4       | 2 (1976, 2001)           | 2 (2013, 2020)                     |          |
| CA Peñarol               | Uruguay     | 3       | 3 (1961, 1966, 1982)     |                                    |          |
| Nacional Montevideo      | Uruguay     | 3       | 3 (1971, 1980, 1988)     |                                    |          |
| CA Boca Juniors          | Argentina   | 3       | 3 (1977, 2000, 2003)     |                                    |          |
| São Paulo FC             | Brazílie    | 3       | 2 (1992, 1993)           | 1 (2005)                           |          |
| FC Inter Milán           | Itálie      | 3       | 2 (1964, 1965)           | 1 (2010)                           |          |
| FC Barcelona             | Španělsko   | 3       |                          | 3 (2009, 2011, 2015)               |          |
| Santos FC                | Brazílie    | 2       | 2 (1962, 1963)           |                                    |          |
| CA Independiente         | Argentina   | 2       | 2 (1973, 1984)           |                                    |          |
| AFC Ajax                 | Nizozemsko  | 2       | 2 (1972, 1995)           |                                    |          |
| Juventus FC              | Itálie      | 2       | 2 (1985, 1996)           |                                    |          |
| FC Porto                 | Portugalsko | 2       | 2 (1987, 2004)           |                                    |          |
| Manchester United FC     | Anglie      | 2       | 1 (1999)                 | 1 (2008)                           |          |
| SC Corinthians Paulista  | Brazílie    | 2       |                          | 2 (2000, 2012)                     |          |
| Racing Avellaneda        | Argentina   | 1       | 1 (1967)                 |                                    |          |
| Estudiantes de La Plata  | Argentina   | 1       | 1 (1968)                 |                                    |          |
| Feyenoord                | Nizozemsko  | 1       | 1 (1970)                 |                                    |          |
| Atlético Madrid          | Španělsko   | 1       | 1 (1974)                 |                                    |          |
| Club Olimpia             | Paraguay    | 1       | 1 (1979)                 |                                    |          |
| Flamengo                 | Brazílie    | 1       | 1 (1981)                 |                                    |          |
| Grêmio                   | Brazílie    | 1       | 1 (1983)                 |                                    |          |
| CA River Plate           | Argentina   | 1       | 1 (1986)                 |                                    |          |
| FK Crvena zvezda         | Jugoslávie  | 1       | 1 (1991)                 |                                    |          |
| CA Vélez Sarsfield       | Argentina   | 1       | 1 (1994)                 |                                    |          |
| Borussia Dortmund        | Německo     | 1       | 1 (1997)                 |                                    |          |
| Sport Club Internacional | Brazílie    | 1       |                          | 1 (2006)                           |          |
| Liverpool FC             | Anglie      | 1       |                          | 1 (2019)                           |          |
| Chelsea FC               | Anglie      | 1       |                          | 1 (2021)                           |          |
| Manchester City FC       | Anglie      | 1       |                          | 1 (2023)                           |          |